# Winston Morales Chavarro

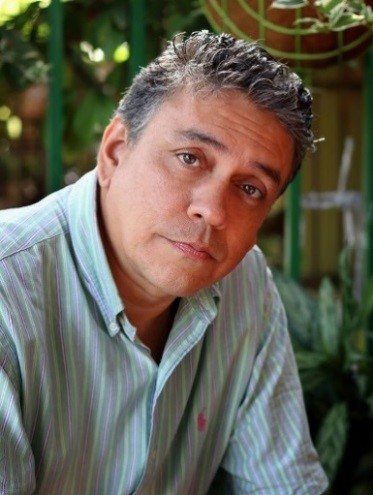
Winston Morales Chavarro

Winston Morales Chavarro (* 1969 in Neiva, Huila) ist ein kolumbianischer Dichter, Schriftsteller und Journalist.

## Leben
Winston Morales Chavarro erwarb einen Magister in hispanoamerikanischer Literatur an der Universidad Andina Simón Bolívar von Quito.
Er ist als Professor an der Universidad de Cartagena tätig. In seinen kritischen literarischen Abhandlungen versucht er einige der wichtigsten Dichtkünste des 20. Jahrhunderts in Lateinamerika zu interpretieren, unter anderem von José Antonio Ramos Sucre, Carlos Obregon, Cécar Dávila Andrade und Jaime Sáenz. Seine Dichtungen handeln vom Geheimnis des menschlichen Lebens und der Geschichte des Mythos in literarischen Wortlauten.
Einladungen und Ehrungen führten ihn auf seinen literarischen Reisen u. a. nach Amerika, Europa und Asien. Er erzielte viele Erfolge und Anerkennungen in der Welt der Literatur. Seine Werke wurden in das Französische, Italienische, Englische, Polnische, Deutsche, Rumänische und Chinesische übersetzt und in verschiedenen nationalen und internationalen Sammlungen von Gedichten aufgenommen.
Er hat Vorlesungen und Vorträge an den folgenden Universitäten gehalten: Universidad de Antioquia, Universidad Surcolombiana und Universidad de Cartagena; Universität Stettin, Universität Krakau, Universität Warschau, Universität Breslau, Universität Grünberg und Universität Posen (Polen); Harvard University, University of California, Salem University, am Merrimack College und Northern Essex Community College (USA); Universidad de Sonora (Mexiko) und Universidad de Granada (Spanien).

## Werke
- Aniquirona. Gedichtband. Herausgeber Trilce, Bogotá, Kolumbien 1998.[3]
- Der Regen und der Engel. Drei Dichter aus Huila, Neiva. In Zusammenarbeit mit Jáder Rivera Monje und Esmir Garcés Quiacha. Gedichtband. Herausgeber Trilce, 1999.
- Zurück zu Schuaima. Ausgabe Dauro, Granada, Spanien 2001
- Erinnerungen von Alexander de Brucco. Herausgeber Universität von Antioquia, Medellín, Kolumbien, 2002
- Gott legte ein Lächeln auf sein Gesicht. Roman, 2004[4]
- Poetische Gesamtheit. Persönliche Sammlung von Gedichten. Herausgeber Altazor, Bogotá, Kolumbien, 2005
- Sammlung. Poesiesammelband. Nationale Universität, Bogotá, Kolumbien, 2009
- Straße nach Rogitama. Gedichtband. Herausgeber Trilce, Neiva, Kolumbien, 2010
- Die Stadt der Steine, die singen. Caza de Libroas, Ibagué, Kolumbien, 2011
- Zeit war Zeit. Gedichtband (Gedichte auf Französisch). Herausgeber Altazor, Bogotá, Kolumbien, 2013
- Die süße Aniquirona. Kommunikatoren Universität von Cartagena, Cartagena de Indias, Kolumbien, 2015, ISBN 978-1-5175-7673-8.[5]
- Wohin gehen die vergangenen Tage? Universität von La Sabana, Bogotá, Kolumbien, 2016[6][7]
- Verschlüsselte Lampe. Internationale Akademie Orient-Occident, Rumänien, 2018
- Der Flug der blauen Vögel. Poesie, Ausgabe 2018
- Transite und Beharrlichkeit des Alltags, eine hermaneutische Herangehensweise an die lyrische und journalistische Arbeit von Jorge García Usta, Herausgeber Universität von Cartagena, Kolumbien 2020, ISBN 978-958-5439-31-3

### Literarische Abhandlungen
- Poetik des Okkulten in den Schriften von José Antonio Ramos Surce, Carlos Obregón, César, Dávila Andrade und Jaime Sáenz. Herausgeber Trilce, Bogotá, Kolumbien 2008.
- Das Schöne erwacht und andere Texte. Verlag Gente Nueva, Bogotá, Kolumbien 2015.
- Aufgaben zur Akustik. Schriftdynamik an der Universität von Cartagena, Herausgeber Universität von Cartagena, Cartagena de Indias, Kolumbien 1980–2009.

### Übersetzungen
- La douce Aniquirone und D’autres poemes somme poètique. (Französische Übersetzung von Marcel Kemadjou Njanke), 2013
- Słodka Aniquirona. (Polnische Übersetzung von Barbara Stawicka-Pirecka) Veranstaltung an der Universität Adam Mickiewicz, Polen, 2017
- Die süße Aniquirona. (Deutsche Übersetzung von Jeannette Vidoni) Kommunikatoren der Universität von Cartagena, 2018
- Lumină criptată. (Rumänische Übersetzung von Valeria Dumitru) Curtea de Arges-Rumania, Herausgeber Internationale Akademie Orient-Occident, 2018
- The sweet Aniquirona. (Englische Übersetzung von Luis Rafael Gálvez), 2019, ISBN 978-1-0704-8887-5.
- 日子流逝何方？(Übersetzung in Mandarin von Lee Kuei-shien), 2020, ISBN 979-8-6182-0046-2

## Ehrungen
- Verleihung des Ordens „Cacique Timanco“ in Neiva, Kolumbien, 2018
- Internationaler Poesiepreis, Curtea de Argeș-Rumänien, Juli 2018
- Verleihung des Ordens „Gustavo Hernández Riveros“ in Neiva, Kolumbien, 2018[8]
- Exzellenzpreis 2018 der Journalistengemeinschaft von Huila in Neiva, Kolumbien, 2018[9]
- Auszeichnung vom Büro des Bürgermeisters von Boston auf der XII. Internationalen Buchmesse von Lawrence, Massachusetts, USA, 2017
- Auszeichnung von Senatoren und Vertretern der Staatskammer von Massachusetts, USA, 2017[10]
- Ehrung als Schriftsteller auf der XII. Internationalen Buchmesse von Lawrence, Massachusetts, USA, 2017[11]
- Erster Platz beim Genaro Diáz Jordán Wettbewerb, 2016
- Internationaler Literaturpreis „David Mejía Velilla“, Universität von La Sabana, Bogotá, Kolumbien, 2014[12]
- Einladung zum III. Weltkongress der spanisch-amerikanischen Dichter, Los Angeles, Kalifornien, USA, 2014
- Gewinner beim Geschichtenwettbewerb Humberto Tafur Charry, 2013
- Gewinner beim Poesiewettbewerb des Instituts für Kulturerbe von Cartagena, Kolumbien, 2013
- Gewinner einer Dreiergruppe vom künstlerischen Residenzprogramm des Ministeriums für Kultur und der Foncas von México, mit dem Projekt „Parallel zum Unsichtbaren: Chichen Itza-San Augustin“, 2005
- Erster Platz beim Nationalen Poesiewettbewerb der Technologischen Universität Bolívar, Cartagena, Kolumbien 2005
- Finalist beim Nachwuchspreis „Das Fungible“ Stadtrat von Alcobendas, Spanien, 2005
- Erster Platz bei der IX. Nationalen Biennale von Roman José Eustasio Rivera mit dem Roman Gott legte ein Lächeln auf sein Gesicht, 2004
- Dritter Platz beim Internationalen literarischen Wettbewerb von Outono, Brasilien
- Erster Platz beim Nationalen Poesiewettbewerb der Universität de Antioquia, Medellín, Kolumbien, 2001
- Zweiter Platz beim Nationalen Poesiewettbewerb der Stadt Chiquinquirá, Kolumbien, 2000
- Erster Platz beim Nationalen Poesiewettbewerb „Euclides Jaramillo Arango“, Universität del Quindío, Kolumbien, 2000
- Erster Platz beim Wettbewerb des Ministeriums für Kultur, Kolumbien, 1998
- Erster Platz beim Poesiewettbewerb José Eustasio Rivera, Kolumbien, 1997 und 1999
- Erster Platz im Haus der Poesie, Organisation Wettbewerb, Neiva, Kolumbien, 1996